# Чучулигата (сериал)
Чучулигата (на турски: Çalıkuşu) e турски драматичен сериал, излязъл на телевизионния екран през 2013 г.

## Сюжет
Като дете Фериде, известна още като Чучулигата заради детското си поведение, губи майка си. Баща й, военен офицер, я поверява на леля и по майчина линия Бесиме и съпруга и Сейфетин. Двойката започва да я отглежда заедно със собствените си деца Камран и Неджмие. Когато е тийнейджърка, Фериде е информирана, че баща и е убит в битка.
Станали възрастни, Фериде и Камран все още се забъркват един с друг, без да знаят за общата си съдба. Камран е станал лекар, работещ в болница. Неджмийе се влюбва в Селим, приятел и колега лекар на Камран. Селим е инструктиран от Левент, вторият му баща и враг на семейството на Сейфетин, да се среща с Фериде; първият бързо се влюбва в нея. Той я бърка с друга жена, диагностицирана с неизлечима болест. Той я информира за състоянието и предлага лек. Фериде открива, че Камран тайно се вижда с вдовицата на средна възраст Нериман и заплашва да каже на леля си и чичо си, освен ако Камран не се съгласи да се престори, че излиза с Фериде.
Сейфетин се заразява с чума, почти нелечима болест по това време. Камран успява да го излекува с кръвопреливане, което е нелегитимен акт. Виждайки Камран като любовен съперник, Селим докладва за действията на първия на местния духовник. Камран избягва, но по-късно е заловен и осъден на смърт. Духовникът го помилва, когато собственият му син е заразен с чума и той е принуден да приеме кръвопреливане. Междувременно Фериде разбира, че е здрава, докато Селим се опитва да я отрови, за да докаже, че е болна. Неджмие открива плана му, след като сама изяжда отровен фондан, разболява се и след това дава останалото на пилетата им, които са убити. След това тя се изправя срещу Селим в стаята си. Кямран влиза и го бърка със сексуална връзка между двамата и прекратява приятелството си със Селим. Камран принуждава Селим да ухажва и да се ожени за Неджмийе, което е прието от семейството. Разкрива се, че Камран и Фериде са се влюбили.
Селим отвлича Фериде. Камран и Юсуф, слуга, успяват да я намерят и да заловят Селим, който избягва и се връща да види Фериде, но е убит от Неджмийе. Камран поема вината и Фериде продава имението на богата жена на име Азелия, за да плати кръвнината. Левент е осъден на смърт заради плановете си. Докато Камран и Фериде се готвят да се оженят, Нериман му разкрива, че е бременна от него. Сейфетин се жени за нея, за да я държи далеч от Камран, който най-накрая решава да каже на Фериде. Напуска, защото не иска още едно дете да остане сираче като нея. Камран има връзка за една нощ с Азелия, когато е пиян. Сейфетин се развежда с Нериман. Става ясно, че бебето не е на Камран. Камран откупува обратно семейното имение. Двамата с Фериде решават да се съберат и да се оженят. В брачната нощ Нериман разкрива на Фериде какво се е случило между Камран и Азелия. Фериде напуска и осиновява сираче, предназначено да и напомня за любовта.
След месеци на търсене Камран намира дуото в една странноприемница и казва на Фериде да го посрещне на гарата на следващия ден, за да се върне у дома с него, за да могат отново да бъдат семейство. Камран чака Фериде на гарата, влакът пристига и Кямран се усмихва, загатвайки завръщането им.

## Актьорски състав
- Фахрие Евджен – Фериде
- Бурак Йозчивит – Камуран
- Бегюм Кютюк Яшаролу – Нериман
- Дениз Джелилоолу – Селим
- Мехмет Йозгюр – Сейфетин
- Елиф Искендер – Бесиме
- Ханде Сорал – Азеля
- Хилми Джем Интепе – Юсуф
- Ебру Хелваджъоолу – Неджимйе
- Пънар Чаалар Генчтюрк – Мюневер
- Гюнеш Хаят – Гюлмисал Калфа
- Хюля Гюлсерен Ърмак – Дилбер Калфа
- Алптекин Серденгечти – Левент
- Елиф Сюмбюл – Сютлю Нурие
- Су Кутлу – Мишел
- Еге Кьокенли – Мари
- Есра Калъч – Фелике

## В България
В България сериалът започва излъчване на 17 декември 2015 г. по Диема Фемили и завършва на 9 април 2016 г. На 2 октомври 2017 г. започва повторно излъчване по Нова телевизия и завършва на 5 януари 2018 г. Ролите се озвучават от Ася Братанова, Таня Димитрова, Даниела Сладунова, Силви Стоицов, Светозар Кокаланов и Александър Воронов.